# 室宿一
室宿一 (飛馬座α ，縮寫為Alpha Peg或α Peg)，在西方的傳統名稱是, Markab /ˈmɑːrkæb/,，是飛馬座的第三亮星，但因為是秋季四邊形(飛馬座四邊形)這個星群的成員，因此拜耳在命名時，將它命名為飛馬座α星。

## 性質
室宿一的恆星分類為A0IV，表明它是一顆已經耗盡其核心氫氣的A型次巨星，並且在演化上已經超越了主序帶。它的光譜也曾經被歸類為B9V  和B9.5III。
它旋轉的速度很快，投影自轉速度約為130Km/S，給出了沿恒星赤道方位速度的下限。光球層的有效溫度大約是10,000K，且恆星半徑已經膨脹至太陽半徑的五倍，釋放出的能量是太陽的165倍。

## 语源
室宿一的英文名Markab源自于阿拉伯语مركب markab，意为“马鞍”；或者可能是Mankib的误写，源于阿拉伯语منكب الفرس Mankib al-Faras，意为“马肩上（的恒星）”。
在2016年，國際天文學聯合會組織了一個恒星名稱工作組（WGSN）對恒星的專有名稱進行編目和標準化。WGSN於2016年7月發佈的第一份公告包括由WGSN核定的前兩批恆星名稱表，其中就包括室宿一的固有名稱"Markab"。

## 外部連結
- https://web.archive.org/web/20070113023402/http://www.winshop.com.au/annew/Markab.html
- https://web.archive.org/web/20050310090255/http://einstein.stcloudstate.edu/Dome/clicks/markab.html